# Olympische Sommerspiele 1896/Leichtathletik

## Medaillenspiegel
| Olympische Spiele 1896 Medaillenspiegel Leichtathletik | Olympische Spiele 1896 Medaillenspiegel Leichtathletik | Olympische Spiele 1896 Medaillenspiegel Leichtathletik | Olympische Spiele 1896 Medaillenspiegel Leichtathletik | Olympische Spiele 1896 Medaillenspiegel Leichtathletik | Olympische Spiele 1896 Medaillenspiegel Leichtathletik |
| Platz                                                  | Mannschaft                                             | Silbermedaillen                                        | Bronzemedaillen                                        | 3.                                                     | Total                                                  |
| ------------------------------------------------------ | ------------------------------------------------------ | ------------------------------------------------------ | ------------------------------------------------------ | ------------------------------------------------------ | ------------------------------------------------------ |
| 1                                                      | Vereinigte Staaten                                     | 9                                                      | 6                                                      | 2                                                      | 17                                                     |
| 2                                                      | Australien                                             | 2                                                      | —                                                      | —                                                      | 2                                                      |
| 3                                                      | Griechenland                                           | 1                                                      | 3                                                      | 6                                                      | 10                                                     |
| 4                                                      | Ungarn                                                 | —                                                      | 1                                                      | 2                                                      | 3                                                      |
| 5                                                      | Frankreich                                             | —                                                      | 1                                                      | 1                                                      | 2                                                      |
| 5                                                      | Deutsches Reich                                        | —                                                      | 1                                                      | 1                                                      | 2                                                      |
| 7                                                      | Großbritannien                                         | —                                                      | 1                                                      | —                                                      | 1                                                      |

Bei den I. Olympischen Spielen 1896 in Athen wurden zwölf Wettbewerbe in der Leichtathletik ausgetragen. Teilnahmeberechtigt waren nur Männer. Frauen waren bei Olympischen Spielen in der Leichtathletik erstmals 1928 zugelassen.
Das Stadion war nicht gerade leistungsfördernd angelegt. Die Laufbahn war eine U-förmige Rundbahn mit äußerst engen Kurven bei einer Länge von 333,33 Metern. Es gab 47 Sitzreihen und Stehplätze für insgesamt ca. 70.000 Zuschauer.
Die Darstellung der exakten Resultate für diese Wettbewerbe ist nicht immer eindeutig. Je nach Quelle – siehe Literatur bzw. Weblinks, Link 1 unten – gibt es v. a. in den hinteren Platzierungen voneinander abweichende Darstellungen. In einem Fall, dem 400-Meter-Lauf, ist auch die Rangfolge schon ab Platz drei nicht eindeutig. Das hat dann natürlich auch Auswirkungen auf den hier benannten Medaillenspiegel. Dieser allerdings ist den Regeln von heute angepasst, denn Medaillen wurden damals in anderer Form vergeben: der Sieger bekam eine Silber-, der Zweite eine Bronzemedaille. Der Dritte erhielt bei den ersten Olympischen Spielen noch keine Medaille. In der folgenden Auflistung findet sich die – soweit überhaupt zu beurteilen – jeweils wahrscheinlichste Variante.

## Resultate

### 100 m

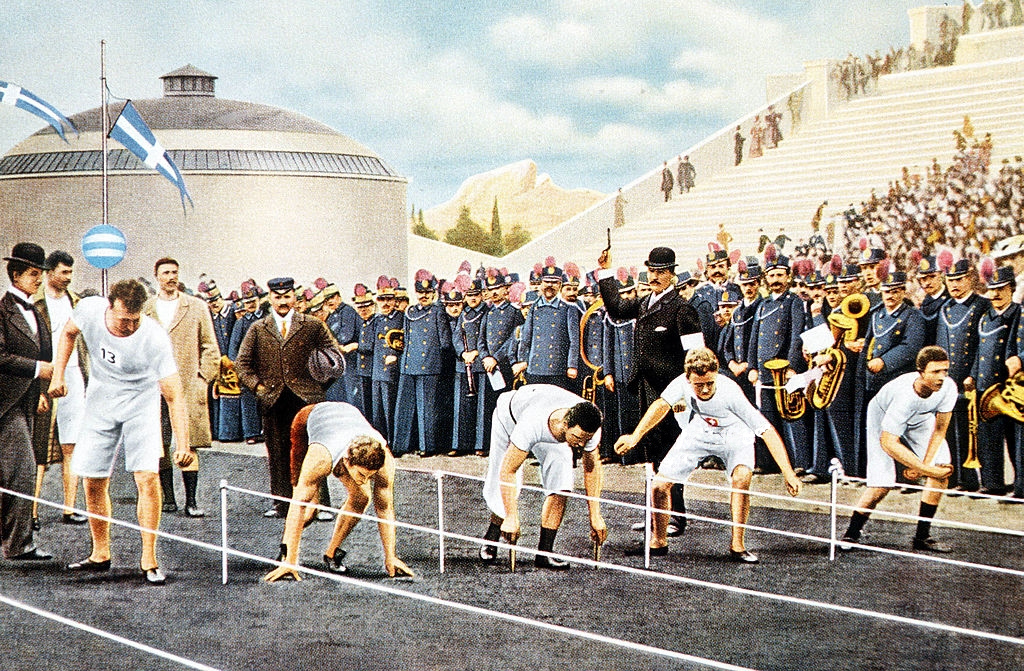
Start zum 100-Meter-Finale

→ Olympische Sommerspiele 1896/Leichtathletik – 100 m (Männer)
| Platz | Athlet                    | Land | Zeit (s) |
| ----- | ------------------------- | ---- | -------- |
| 1     | Thomas Burke              | USA  | 12,0     |
| 2     | Fritz Hofmann             | GER  | 12,2     |
| 3     | Alajos Szokolyi           | HUN  | 12,6     |
| 3     | Francis Lane              | USA  | 12,6     |
| 5     | Alexandros Chalkokondylis | GRE  | 12,6     |
|       | Thomas Curtis             | USA  | DNS      |

Datum: 10. April 1896, 14:30 Uhr
1896 stoppten die Zeitnehmer für den 100-Meter-Lauf nur die Zeiten für die beiden Erstplatzierten. Die Zeiten der anderen Läufer wurden geschätzt. Thomas Burke stellte im dritten Vorlauf mit 11,8 s einen olympischen Rekord auf. Er war der einzige Läufer, der den heute einzig üblichen Tiefstart praktizierte, was ihm allerdings keinen Vorteil brachte, denn zu Beginn des Finales lag er deutlich hinter dem anfangs führenden Fritz Hofmann im hinteren Feld. Aber dank seiner Schnelligkeit zog er an allen vorbei und wurde der erste Sprintolympiasieger der Neuzeit.

### 400 m
→ Olympische Sommerspiele 1896/Leichtathletik – 400 m (Männer)
| Platz | Athlet          | Land | Zeit (s) |
| ----- | --------------- | ---- | -------- |
| 1     | Thomas Burke    | USA  | 54,2 OR  |
| 2     | Herbert Jamison | USA  | 55,2     |
| 3     | Charles Gmelin  | GBR  | 55,6     |
| 4     | Fritz Hofmann   | GER  | 55,6     |

Datum: 7. April 1896, 15:30 Uhr
Über 400 Meter wurde die exakte Zeit nur für den Sieger gestoppt, alle anderen Zeiten sind geschätzt. Diese sind übereinstimmend in den beiden unten genannten Quellen benannt. Eine Abweichung gibt es bezüglich des dritten Platzes. In der Literaturangabe von Ekkehard zur Megede wird allerdings der Verlauf des Rennens so genau beschrieben, dass hier dieses Resultat wiedergegeben ist. Danach war Hofmann zu Beginn der Zielgeraden noch ganz mit vorn dabei, die beiden US-Amerikaner überholten ihn dann aber und verwiesen ihn auf den dritten Platz.

### 800 m
→ Olympische Sommerspiele 1896/Leichtathletik – 800 m (Männer)
| Platz | Athlet            | Land | Zeit (min) |
| ----- | ----------------- | ---- | ---------- |
| 1     | Edwin Flack       | AUS  | 2:11,0     |
| 2     | Nándor Dáni       | HUN  | 2:11,8     |
| 3     | Dimitrios Golemis | GRE  | 2:28,0     |
|       | Albin Lermusiaux  | FRA  | DNS        |

Datum: 9. April 1896, 14:30 Uhr
Edwin Flack stellte im ersten Vorlauf mit 2:10,0 min einen olympischen Rekord auf.

Das Resultat dieses Wettbewerbs findet sich in den Quellen übereinstimmend wieder. Flack übernahm von Beginn an die Führung, hatte bei 400 Metern eine Zwischenzeit von 65,5 Sekunden, löste sich auf der zweiten Streckenhälfte von Nándor Dáni und brachte seinen Vorsprung ins Ziel. Es war nach Flacks Sieg über 1500 Meter dessen zweite Goldmedaille.

### 1500 m

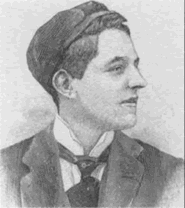
Edwin Flack – auch als Teddy Flack bezeichnet – Doppelsieger über 800 und 1500 Meter

→ Olympische Sommerspiele 1896/Leichtathletik – 1500 m (Männer)
| Platz | Athlet                    | Land | Zeit (min) |
| ----- | ------------------------- | ---- | ---------- |
| 1     | Edwin Flack               | AUS  | 4:33,2 OR  |
| 2     | Arthur Blake              | USA  | 4:34,0     |
| 3     | Albin Lermusiaux          | FRA  | 4:36,0     |
| 4     | Carl Galle                | GER  | 4:39,0     |
| 5     | Angelos Fetsis            | GRE  | k. A.      |
| 6     | Dimitrios Golemis         | GRE  | k. A.      |
| 7     | Konstantinos Karakatsanis | GRE  | k. A.      |
| 8     | Dimitrios Tomprof         | GRE  | k. A.      |

Datum: 7. April 1896
Da es keine Vorläufe gab, bedeutete die Siegerzeit für Edwin Flack natürlich auch olympischen Rekord. Zu Beginn des Rennens bestimmte Albin Lermusiaux das Tempo, wurde aber in der letzten Runde von Flack und Arthur Blake überholt. Im Spurt behielt der Australier, der hier seinen ersten Olympiasieg errang, die Oberhand.

### Marathon

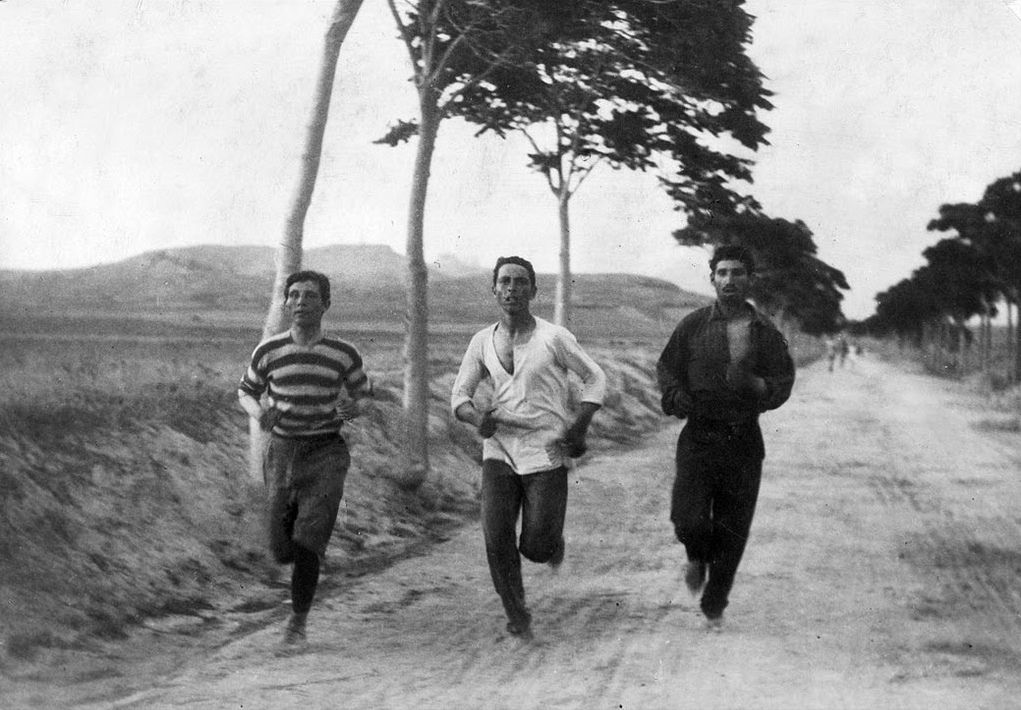
Auf der Marathonstrecke

→ Olympische Sommerspiele 1896/Leichtathletik – Marathon (Männer)
| Platz | Athlet                 | Land | Zeit (h)   |
| ----- | ---------------------- | ---- | ---------- |
| 1     | Spyridon Louis         | GRE  | 2:58:50 OR |
| 2     | Charilaos Vasilakos    | GRE  | 3:06:03    |
| 3     | Gyula Kellner          | HUN  | 3:06:35    |
| 4     | Ioannis Vrettos        | GRE  | k. A.      |
| 5     | Eleftherios Papasymeon | GRE  | k. A.      |
| 6     | Dimitrios Deligiannis  | GRE  | k. A.      |
| 7     | Evangelos Gerakeris    | GRE  | k. A.      |
| 8     | Stamatios Masouris     | GRE  | k. A.      |

Datum: 10. April 1896, 13:56 Uhr. Streckenlänge: 40 Kilometer
17 Männer, davon 13 Griechen, wurden auf einem Pferdefuhrwerk an den Start gekarrt. Ein Auto tuckerte mit dem Läuferfeld einher, darin ein Arzt und das mobile Kampfgericht. Mit weißen Handschuhen setzte sich Albin Lermusiaux ab, der Favorit aus Frankreich, mit ihm Edwin Flack, Australien, sowie Arthur Blake, USA, die ersten drei also des 1500-Meter-Laufs. Angeblich trank Louis im Wirtshaus von Pikermi – Kilometer 22 – ein Glas Wein und kündigte lauthals seinen Sieg an. Das Versprechen hielt er, in Pikermi überholte er alle. Einzig Flack konnte ihm noch folgen, brach aber dann im Kessel von Athen zusammen. Louis stärkte sich unterwegs angeblich mit Schafskäse, Metaxa-Brandy und den warmen Worten seiner Landsleute. Er lief ins Stadion ein und sank vor seiner Königin in Demut auf die müden Knie: "Ich bin nur ein Bauernsohn, Eure Majestät."
Spyridon Belokas, der nach 3:06:30 h auf dem dritten Platz einlief, wurde nach einem Protest von Gyula Kellner disqualifiziert, weil der Grieche für ein Teilstück in einer Kutsche mitgefahren war.

### 110 m Hürden
→ Olympische Sommerspiele 1896/Leichtathletik – 110 m Hürden (Männer)
| Platz           | Athlet            | Land | Zeit (s) |
| --------------- | ----------------- | ---- | -------- |
| 1               | Thomas Curtis     | USA  | 17,6 OR  |
| 2               | Grantley Goulding | GBR  | 18,0     |
|                 | William Hoyt      | USA  | DNS      |
| Alajos Szokolyi | HUN               |      | DNS      |

Datum: 10. April 1896, 15:30 Uhr
In einigen Quellen wird davon ausgegangen, dass die Streckenlänge damals 100 und nicht wie heute üblich 110 Meter betrug. Allerdings ist angesichts der gelaufenen Zeit die längere Strecke eher wahrscheinlich. Dabei mussten acht Hürden, die jeweils 1,00 Meter hoch waren, überquert werden. Eine ausgefeilte Hürdentechnik hatten die Teilnehmer damals noch nicht. Die Hürden wurden eher übersprungen als überlaufen.

### Hochsprung

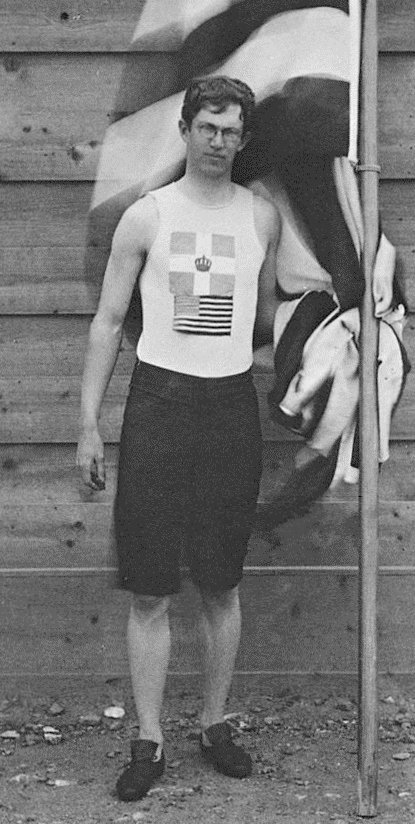
Ellery Clark – siegreich im Hoch- und Weitsprung

→ Olympische Sommerspiele 1896/Leichtathletik – Hochsprung (Männer)
| Platz | Athlet         | Land | Höhe (m) |
| ----- | -------------- | ---- | -------- |
| 1     | Ellery Clark   | USA  | 1,81 OR  |
| 2     | James Connolly | USA  | 1,65     |
| 2     | Robert Garrett | USA  | 1,65     |
| 4     | Henrik Sjöberg | SWE  | 1,62     |
| 5     | Fritz Hofmann  | GER  | 1,62     |

Datum: 10. April 1896, 14:40 Uhr
In dieser Disziplin gibt es wieder unterschiedliche Angaben zu den Resultaten. Eindeutig sind nur der Sieger Ellery Clark und seine übersprungene Höhe. Detailliert dargestellt sind die verschiedenen Versionen im ausführlichen Artikel zum Hochsprung.

Bei diesen ersten Olympischen Spielen fehlte der US-Amerikaner Mike Sweeny, der mit hier bei Weitem nicht erreichten 1,91 m den Weltrekord hielt. Er hatte nach den damals gültigen Regeln zu den Amateurbestimmungen verstoßen und war damit von der Teilnahme an Olympischen Spielen ausgeschlossen.

### Stabhochsprung
→ Olympische Sommerspiele 1896/Leichtathletik – Stabhochsprung (Männer)
| Platz | Athlet                 | Land | Höhe (m) |
| ----- | ---------------------- | ---- | -------- |
| 1     | William Hoyt           | USA  | 3,30 OR  |
| 2     | Albert Tyler           | USA  | 3,20     |
| 3     | Evangelos Damaskos     | GRE  | 2,60     |
| 3     | Ioannis Theodoropoulos | GRE  | 2,60     |
| 5     | Vasilios Xydas         | GRE  | 2,40     |

Datum: 10. April 1896, 15:40 Uhr
Das Stabhochsprung-Resultat weist wie in vielen anderen Wettbewerben ebenfalls unterschiedliche Angaben in den Quellen aus. Übereinstimmend werden nur William Hoyt als Sieger mit übersprungenen 3,30 m und Albert Tyler genannt, In der u. g. Literatur gibt es davon abweichende Angaben ab Rang fünf. Die unterschiedlichen Versionen sind im ausführlichen Bericht zum Stabhochsprung exakt dargestellt.

Die griechischen Zuschauer hatten hier auf einen Sieg eines ihrer Landsleute gehofft. Nach dem Ausscheiden aller griechischen Teilnehmer widmeten sie dem Stabhochsprung so gut wie überhaupt kein Interesse mehr, alle Augen waren nur noch auf das sich ankündigende Einlaufen des Marathonsiegers gerichtet. Es war fast ein Wunder, dass der Stabhochsprungwettbewerb in dem Tumult um den Marathonlauf überhaupt zu Ende geführt werden konnte. Das nach Zeitplan eigentlich noch angesetzte Ringen konnte jedenfalls an diesem Tag nicht mehr stattfinden.

### Weitsprung
→ Olympische Sommerspiele 1896/Leichtathletik – Weitsprung (Männer)
| Platz | Athlet                    | Land | Weite (m) |
| ----- | ------------------------- | ---- | --------- |
| 1     | Ellery Clark              | USA  | 6,35 OR   |
| 2     | Robert Garrett            | USA  | 6,18      |
| 3     | James Connolly            | USA  | 6,11      |
| 4     | Alexandre Tuffèri         | FRA  | 5,98      |
| 5     | Adolphe Grisel            | FRA  | 5,83      |
| 6     | Henrik Sjöberg            | SWE  | 5,80      |
| 7     | Alexandros Chalkokondylis | GRE  | 5,74      |
| 8     | Carl Schuhmann            | GER  | 5,70      |

Datum: 7. April 1896, 14:40 Uhr
Ellery Clark startete mit zwei Fehlversuchen in den Wettbewerb, bevor er mit dem letzten seiner drei Versuche seinen bis dahin führenden Landsmann Garrett noch übertraf. Der Grund für Clarks Fehlversuche lag darin, dass der griechische Kronprinz Konstantin seine als Anlaufmarke gesetzte Mütze mit der Bemerkung, das gehöre sich nicht für Amateure, entfernt hatte. Das Niveau dieses Wettbewerbs war nicht das beste, auch gemessen am Standard der Zeit. Den Weltrekord hielt der hier nicht angetretene Ire J.J. Mooney mit 7,21 m, C.E.H. Leggatt war im Olympiajahr britischer AAA-Meister mit 7,03 m geworden und trat in Athen ebenfalls nicht an.

Die Angaben aus den verschiedenen Quellen zu dieser Disziplin sind wiederum deutlich abweichend voneinander. Hier abgebildet sind die Angaben wie auf der Seite des IOC. Die unterschiedlichen Versionen sind im ausführlichen Bericht zum Weitsprung gegenübergestellt.

### Dreisprung

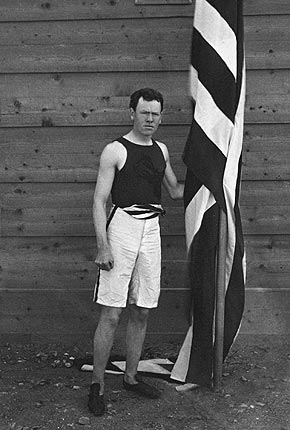
Dreisprung-Gewinner James Connolly war der erste Olympiasieger der Neuzeit

→ Olympische Sommerspiele 1896/Leichtathletik – Dreisprung (Männer)
| Platz | Athlet            | Land | Weite (m) |
| ----- | ----------------- | ---- | --------- |
| 1     | James Connolly    | USA  | 13,71 OR  |
| 2     | Alexandre Tuffèri | FRA  | 12,70     |
| 3     | Ioannis Persakis  | GRE  | 12,52     |
| 4     | Alajos Szokolyi   | HUN  | 12,30     |
| 5     | Christos Zoumis   | GRE  | k. A.     |
| 6     | Carl Schuhmann    | GER  | k. A.     |

Datum: 6. April 1896, 15:40 Uhr
Der erste Sieger einer olympischen Disziplin überhaupt ist der Amerikaner James Connolly, der den Dreisprung mit 13,71 m gewann. Er erhielt dafür wie alle anderen Sieger dieser Spiele eine Silbermedaille. Der US-amerikanische Springer kam nach einer 16-tägigen Reise aus seinem Heimatland einen Tag vor den Wettkämpfen in Athen an. Die Harvard University hatte ihrem Studenten Connolly keine Erlaubnis gegeben, nach Athen zu reisen. Daher exmatrikulierte er sich, um nach Griechenland reisen zu können. 1949, im Alter von 83 Jahren, verlieh ihm aber seine Universität die Ehrendoktorwürde. Er sprang entgegen den heute geltenden Regeln links – rechts – links.
Die Siegesweite lag genau 1,55 m unter dem bestehenden Weltrekord des Iren Matthew Roseingreve, den dieser ein Jahr zuvor aufgestellt hatte. Das sagt viel aus über das Niveau dieses Wettbewerbs, zumal der Zweite noch etwas mehr als einen Meter zurücklag. Weltrekordler Roseingreve war hier in Athen nicht am Start.
In den Ergebnisübersichten aus den verschiedenen Quellen zu dieser Disziplin finden sich deutliche Abweichungen. Hier abgebildet sind die Angaben wie auf der Seite des IOC. Die unterschiedlichen Versionen sind im ausführlichen Artikel zu dieser Disziplin gegenübergestellt.

### Kugelstoßen
→ Olympische Sommerspiele 1896/Leichtathletik – Kugelstoßen (Männer)
| Platz                     | Athlet              | Land | Weite (m) |
| ------------------------- | ------------------- | ---- | --------- |
| 1                         | Robert Garrett      | USA  | 11,22 OR  |
| 2                         | Miltiadis Gouskos   | GRE  | 11,20     |
| 3                         | Giorgos Papasideris | GRE  | 10,36     |
| 4                         | Viggo Jensen        | DEN  | k. A.     |
| Weitere Final- Teilnehmer | Carl Schuhmann      | GER  | k. A.     |
| Weitere Final- Teilnehmer | Ellery Clark        | USA  | k. A.     |
| Weitere Final- Teilnehmer | Fritz Hofmann       | GER  | k. A.     |

Datum: 7. April 1896, 15:40 Uhr
Gestoßen wurde in Athen aus einem Quadrat, nicht aus einem Kreis. Das Kugelstoßen hatte wie andere Disziplinen bei diesen olympischen Wettbewerben auch kein besonderes Leistungsniveau. Der Weltrekord des Kanadiers George Gray aus dem Jahr 1893 lag mit 14,32 m um mehr als drei Meter über der Siegesweite. Dem Iren Denis Horgan, der 1896 alle Wettbewerbe, bei denen er am Start war, gewonnen hatte, stellte sein Verband nicht die Mittel zur Verfügung, um nach Athen zu fahren. Horgans schwächste Leistung im Jahr 1896 lag bei 13,24 m, seine beste bei 14,15 m, was noch einmal das Niveau des Kugelstoßens hier in Athen deutlich macht.
Dieser Wettbewerb ist derjenige mit den am meisten abweichenden Angaben in den Quellen. Detaillierte Gegenüberstellungen der je nach Quelle unterschiedlichen Versionen finden sich im ausführlichen Bericht zum Kugelstoßen.

### Diskuswurf

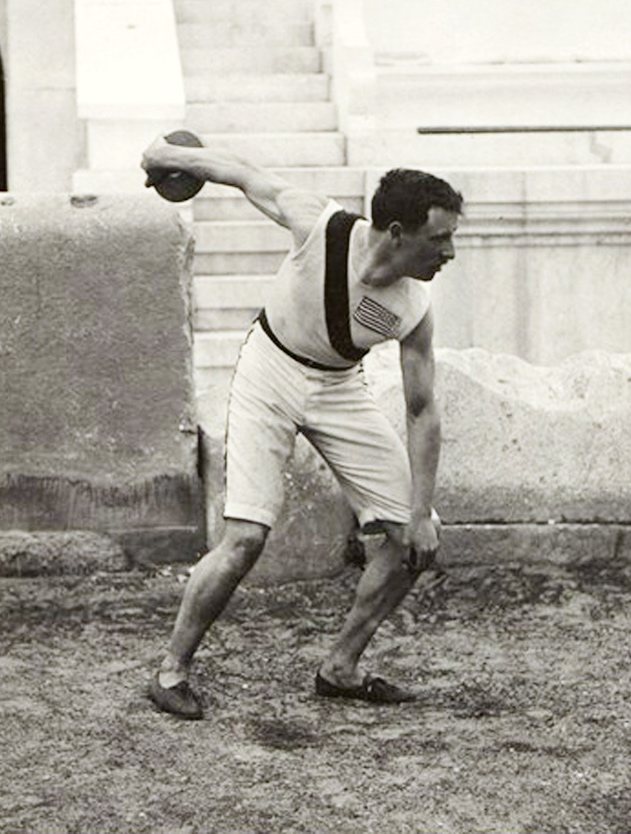
Robert Garrett – Sieger im Kugelstoßen und Diskuswurf, Zweiter im Hoch- und Weitsprung

→ Olympische Sommerspiele 1896/Leichtathletik – Diskuswurf (Männer)
| Platz | Athlet                     | Land | Weite (m) |
| ----- | -------------------------- | ---- | --------- |
| 1     | Robert Garrett             | USA  | 29,150 OR |
| 2     | Panagiotis Paraskevopoulos | GRE  | 28,955    |
| 3     | Sotirios Versis            | GRE  | 27,780    |
| 4     | A. Adler                   | FRA  | k. A.     |
| 5     | Giorgos Papasideris        | GRE  | k. A.     |
| 6     | George Stuart Robertson    | GBR  | 25,200    |
| 7     | Henrik Sjöberg             | SWE  | k. A.     |

Datum: 6. April 1896, 16:25 Uhr
Auch im Diskuswurf standen den Teilnehmern drei Versuche zur Verfügung – und nicht sechs wie heute. Vor dem letzten Durchgang führte Panagiotis Paraskevopoulos. Mit seinem letzten Wurf überholte Robert Garrett den Griechen noch. So gewann der US-Amerikaner hier seine erste Goldmedaille, bevor er am nächsten Tag auch das Kugelstoßen für sich entschied.
In dieser Disziplin stimmen die Darstellungen in den beiden hier zugrunde liegenden Quellen auf den vorderen Rängen weitgehend überein. Auf der u. g. IOC-Webseite ist der vierte Platz nicht aufgeführt, auch die Weite für den sechstplatzierten George Stuart Robertson fehlt dort. Über Platz sieben hinaus sind in den Quellen dann unterschiedliche Angaben zu finden – Genaueres im ausführlichen Artikel zum Diskuswurf.